# Hieronim Konieczka

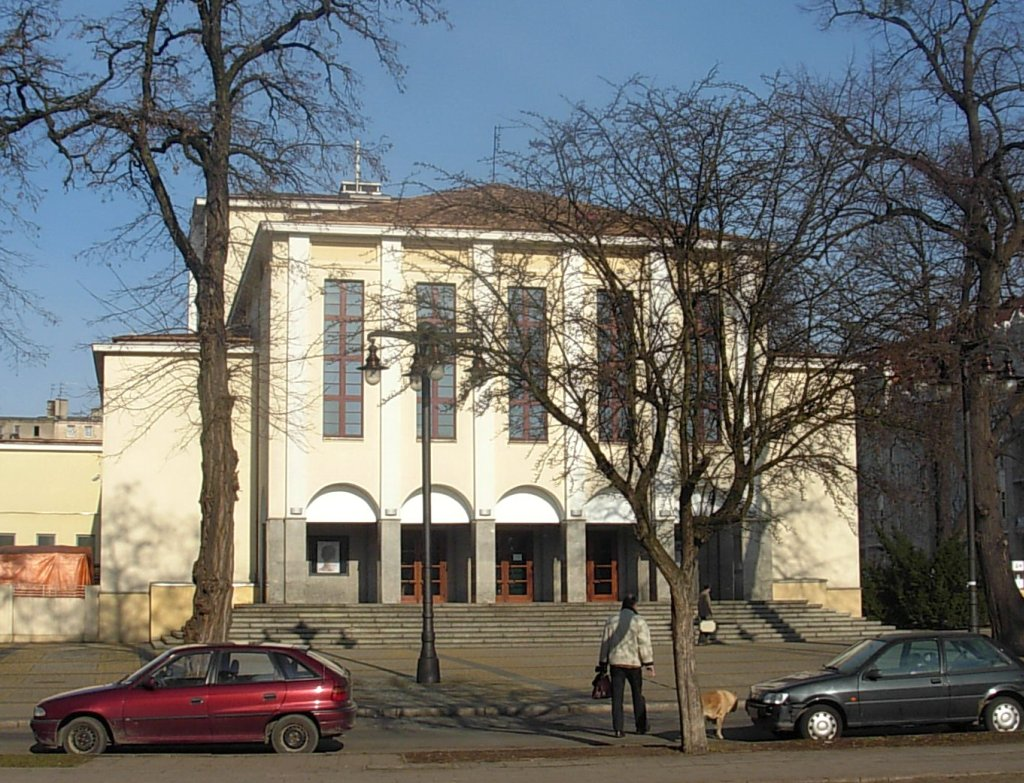
Teatr Polski w Bydgoszczy, którego aktorem w latach 1945-1948, 1949-1961 i 1976-1994 był Hieronim Konieczka

Hieronim Włodzimierz Konieczka (ur. 29 marca 1920 w Bydgoszczy, zm. 27 grudnia 1994 tamże) – aktor teatralny i filmowy, działacz kultury, reżyser teatralny, związany z Bydgoszczą.

## Życiorys
Urodził się 29 marca 1920 w Bydgoszczy na osiedlu Szwederowo. Był synem Bronisława, kupca-restauratora i Katarzyny z Klósków. Przez cztery lata uczył się w Państwowym Gimnazjum Klasycznym w Bydgoszczy, po czym kontynuował naukę w Szkole Przysposobienia Kupieckiego. Od 1936 r. pracował w Domu Towarowym Braci Małeckich w Bydgoszczy. W czasie okupacji niemieckiej był zatrudniony w Urzędzie Ziemskim jako pomocnik kreślarza. W 1944 r. władze okupacyjne wysłały go na roboty przymusowe w okolice Elbląga i Grudziądza.
Po zakończeniu II wojny światowej pracował w Komisji Mieszkaniowej w Bydgoszczy. Równocześnie uczył się w Szkole Dramatycznej, założonej przez Adama Grzymałę-Siedleckiego i Aleksandra Rodziewicza. Edukację aktorską zakończył w 1946 r. egzaminem państwowym, złożonym w PWST w Łodzi przed komisją, której przewodniczył Leon Schiller.
Karierę artystyczną rozpoczął w Teatrze Miejskim w Bydgoszczy (1946), zaś w sezonie 1948/1949 występował w Teatrze Ziemi Pomorskiej w Toruniu. W latach 1949–1961 był aktorem Teatrów Dramatycznych Bydgoszczy i Torunia. W 1956 r. z jego inicjatywy powstała w Bydgoszczy Scena Studyjna. Prezentował w niej m.in. twórczość Stanisława Ignacego Witkiewicza, którego był zagorzałym wielbicielem oraz utwory bydgoskich autorów. W latach 40. i 50. aktywnie współpracował z Rozgłośnią Bydgoską Polskiego Radia. W sezonie 1961/1962 był aktorem Teatru Polskiego w Poznaniu, a w sezonie 1962/1963 Bałtyckiego Teatru Dramatycznego im. Juliusza Słowackiego w Koszalinie. W latach 1963–1969 występował na scenach Teatrów Dramatycznych w Szczecinie. Od 1969 do 1976 r. występował na scenie Teatru im. Wilama Horzycy w Toruniu. Stworzył w nim szereg kreacji, m.in. Radowana w „Domu na Wzgórzu i” Anzelma w „Pierwszym dniu wolności” L. Kruczkowskiego. Uczestniczył również w życiu społeczno-kulturalnym Torunia i regionu.
W 1976 r. wrócił do Teatru Polskiego w Bydgoszczy i występował w nim do końca swego życia zawodowego. W tym okresie do ważniejszych jego ról należały m.in.: Dziennikarz („Wesele”), Johann Ludwik Heiberg („Z życia glist”), Szambelan („Iwona, księżniczka Burgunda”), Doktor Stockman („Wróg ludu”), Kniaź Bazyli („Nienasycenie”), Hieronimus („Czerwona magia”). 
W latach 1977–1981 prowadził przy bydgoskim Klubie Międzynarodowej Prasy i Książki, zreaktywowaną Scenę Klubową pod nazwą: Scena Postaw Moralnych. Wystawiał w niej m.in. sztuki: „Kwadrofonię” Iredyńskiego, „Coctail party” Eliota, „Diogenes i pies” Solomona. Nie stronił również od polskiej literatury współczesnej. Prezentował utwory R.M. Grońskiego („Planeta Ko”), R. Kapuścińskiego („Cesarz”), Z. Herberta („Jaskinia filozofów”), K. Wojtyły („Przed sklepem jubilera”). Wszystkie przedstawienia kończyły się dyskusjami z widzami.
Czynnie uczestniczył w Tygodniach Kultury Chrześcijańskiej organizowanych w Bydgoszczy od 1981 roku. W 1984 r. wystawił w kościele św. Wincentego a Paulo Pasję wg św. Mateusza, a w ramach małych form teatralnych „Mszę na Ołtarzu świata”. W kolejnym IV Tygodniu Kultury Chrześcijańskiej wspólnie z Romą Warmus i Wandą Rucińską przygotował spektakl pt. „Jonasz”. Przyjaźnił się z wieloma ludźmi pióra, m.in. Adamem Grzymałą-Siedleckim, Jerzym Sulimą-Kamińskim i Krzysztofem Nowickim. Był zwolennikiem filozofii Teilharda de Chardin i Antoniego de Mello.
Zmarł 27 grudnia 1994 r. w Bydgoszczy. Został pochowany na katolickim Cmentarzu Nowofarnym w Bydgoszczy przy ul. Artyleryjskiej.

## Filmografia
- 1978 - ... gdziekolwiek jesteś panie prezydencie... - obsada aktorska (nie występuje w czołówce)
- 1972 - Tak bardzo zmęczeni... (odc. 3: Odejścia, powroty) - obsada aktorska (starosta)
- 1964 - Koniec naszego świata - obsada aktorska (lagerführer)
- 1962 - Czerwone berety - obsada aktorska (dyrektor Zakładu Poprawczego w Małkach)

## Nagrody
- Nagroda artystyczna miasta Bydgoszczy (1959),
- Indywidualna nagroda na III Festiwalu Teatrów Polski Północnej w Toruniu za tytułową rolę w sztuce Jeana Anouilha „Beckett czyli honor Boga” (1961),
- Laureat dwóch Złotych Masek w plebiscytach Dziennika Wieczornego na najlepszego aktora (1971, 1972),
- Honorowe wyróżnienie za całokształt pracy artystycznej ze szczególnym uwzględnieniem reaktywowania „Sceny Klubowej” (1978),
- Nagroda Pomorskiej Rozgłośni Polskiego Radia dla najbardziej twórczego aktora teatru (1980),
- Nagroda Bydgoskiego Informatora Kulturalnego (1980),
- Wyróżnienie za drugoplanową rolę Straussa w inscenizacji „Palacza zwłok” L. Fuksa na XXVIII Festiwalu Teatrów Polski Północnej w Toruniu (1986),
- W plebiscycie bydgoskiego oddziału Gazety Wyborczej w 2000 r. został uznany przez czytelników za jednego z najznakomitszych bydgoszczan XX w.

## Odznaczenia
- Krzyż Kawalerski Orderu Odrodzenia Polski
- Złoty Krzyż Zasługi,
- Odznaka honorowa „Zasłużony Działacz Kultury”,
- Odznaka honorowa „Bydgoszcz – Zasłużonemu Obywatelowi”,
- Odznaka honorowa „Za szczególne zasługi dla województwa bydgoskiego”.

## Upamiętnienie
Jego imię od 2000 r. nosi Teatr Polski w Bydgoszczy.